# 레일로드 워
"레일로드 워"(鐵道飛虎)는 2016년에 개봉한 중국의 영화이다. 대한민국은 2021년 6월 30일에 개봉했다.

## 캐스팅

### 주연
- 성룡 : 마원 역
- 쉬판 : 진 고모 역
- 타오
- 왕카이 : 판촨 역
- 왕대륙 : 대국 역

### 조연
- 이케우치 히로유키 : 야마구치 역
- 상평 : 다쿠이 역
- 오영륜 : 샤오후 역

## 수상
- 2017년 제11회 아시안 필름 어워드 후보 최우수 시각효과상, 제작디자인상
- 2017년 제21회 부천국제판타스틱영화제 후보 월드 판타스틱 블루